# Вудлон (кладбище)
Кладбище «Вудлон» (англ. Woodlawn Cemetery) — некрополь в Нью-Йорке, одно из крупнейших кладбищ города.

Карта кладбища Вудлон

Было открыто в 1863 году в графстве Уэстчестер (ныне Бронкс). В 1874 году графство было присоединено к Нью-Йорку. Кладбище занимает территорию в 160 гектаров и на нём похоронено более 300 000 человек.

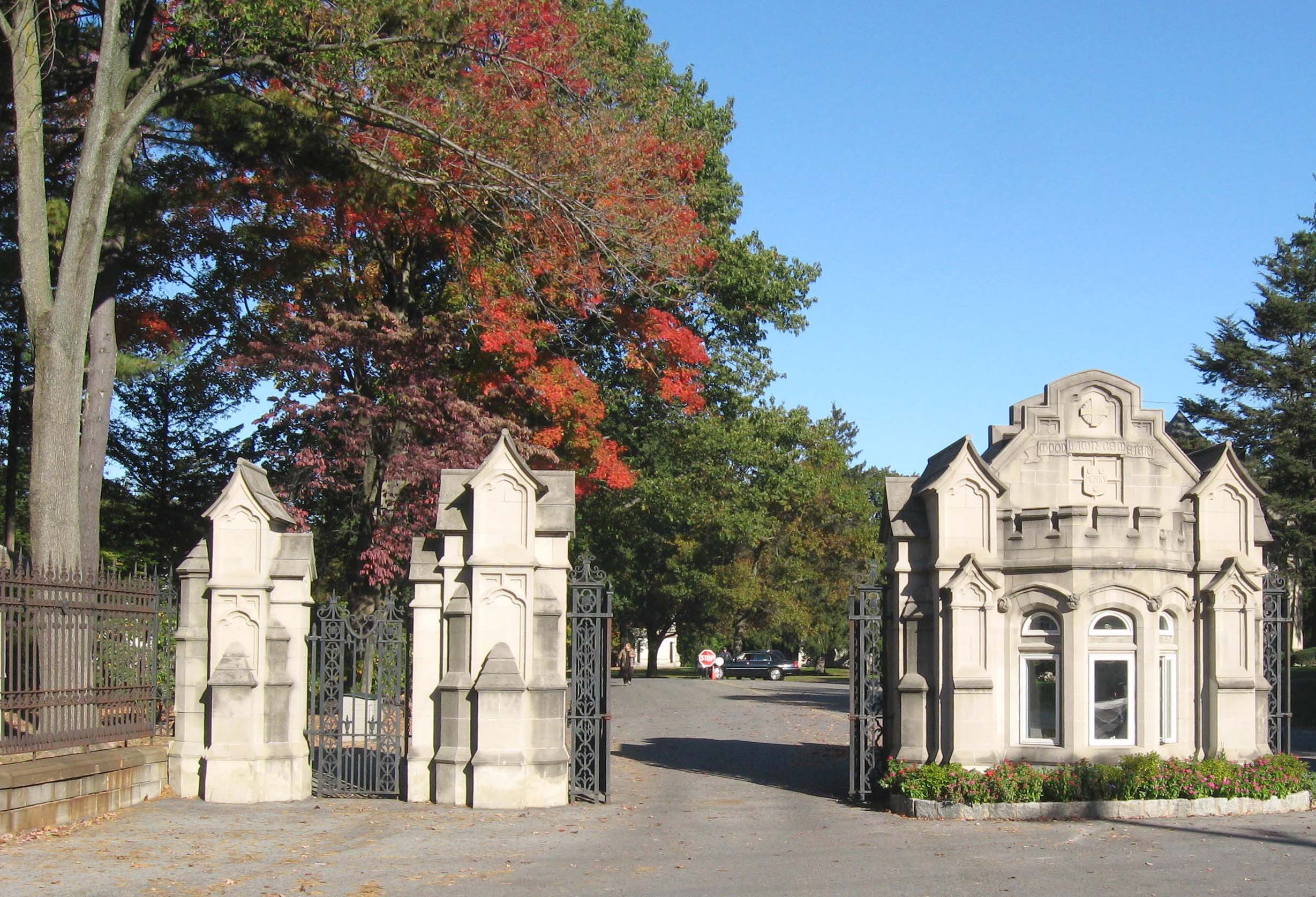
Ворота со стороны Джером Авеню

Кладбище размещается на холмистой местности, его обсаженные деревьями аллеи ведут к уникальным памятникам, которые создавали такие архитекторы, как Джон Поуп, Джеймс Гэмбл Роджерс, Кэсс Гильберт, Эдвин Лаченс, Беатрикс Фарранд и Джон Ляфардж.
В 1967 году в «Вудлоне» был построен первый на Восточном побережье мавзолей.
В 2007 году стоимость одного квадратного фута земли был на уровне 200 долларов; 4800 долларов для похорон 2 человек и 1,5 млн долларов чтобы построить семейный мавзолей.

## Перенос останков в «Вудлон»
В XX веке в связи с бурным ростом Нью-Йорка захоронения с некоторых кладбищ были перенесены в Вудлон:
- В 1905 году захоронения 1677 годов (417 участков).
- Кладбище голландской реформаторской церкви Уэст Фармс.
- Кладбище Моррисания, первоначальное место захоронения индейцев.
- Захоронения у церкви на Ратгерс-стрит.